# Adam Niedzielski
Adam Wojciech Niedzielski (ur. 19 listopada 1973 w Warszawie) – polski ekonomista, nauczyciel akademicki i urzędnik państwowy, doktor nauk ekonomicznych. Dyrektor generalny Ministerstwa Finansów (2016–2018), zastępca prezesa Narodowego Funduszu Zdrowia ds. operacyjnych (2018–2019), prezes NFZ (2019–2020), minister zdrowia w drugim rządzie Mateusza Morawieckiego (2020–2023).

## Życiorys

### Wykształcenie
Syn Wojciecha i Janiny. W latach 1992–1997 studiował w Szkole Głównej Handlowej w Warszawie, na której ukończył ekonomię oraz metody ilościowe i systemy informacyjne. W 2003 w Instytucie Nauk Ekonomicznych Polskiej Akademii Nauk uzyskał stopień doktora nauk ekonomicznych na podstawie rozprawy zatytułowanej Kapitał ludzki a polityka fiskalna. System międzypokoleniowego finansowania edukacji z udziałem państwa. Ukończył różne szkolenia i kursy z zakresu finansów publicznych oraz zarządzania, m.in. program „Driving Government Performance: Leadership Strategies that Produce Results” organizowany przez Harvard Kennedy School i IESE Business School (2011). Specjalizował się w zakresie zarządzania finansami oraz zarządzania strategicznego. Jest autorem publikacji i raportów (w tym dla OECD) poświęconych m.in. kwestiom administracji publicznej i finansów publicznych.

### Działalność zawodowa i publiczna
W latach 1996–1998 pracował w Departamencie Polityki Finansowej i Analiz Ministerstwa Finansów, gdzie zajmował się kwestiami dotyczącymi analizy makroekonomicznej i długu publicznego. Później zajmował się działalnością naukową w Instytucie Badań nad Gospodarką Rynkową (1998–2004) oraz w Katedrze Teorii Ekonomii i Polityki Wyższej Szkole Handlu i Finansów Międzynarodowych (1999–2007). W międzyczasie w latach 2002–2007 pełnił funkcję doradcy ekonomicznego w Najwyższej Izbie Kontroli, zajmował się tam działalnością analityczną dotyczącą kontroli finansowych, w tym związanych z wykonaniem budżetu państwa. W latach 2007–2013 zatrudniony w Zakładzie Ubezpieczeń Społecznych; był dyrektorem Departamentu Finansów Zakładu oraz Departamentu Kontrolingu, odpowiadał m.in. za koordynację systemu kontroli zarządczej oraz sprawował nadzór nad projektami finansowanymi z funduszy Unii Europejskiej. Później do 2016 pełnił funkcję dyrektora Departamentu Strategii i Deregulacji (potem Departamentu Strategii i Funduszy Europejskich) w Ministerstwie Sprawiedliwości, gdzie zajmował się sprawami dotyczącymi opracowania i wdrażania Strategii Modernizacji Przestrzeni Sprawiedliwości w Polsce. W 2016 powrócił do ZUS jako radca prezesa tej instytucji.
23 listopada 2016 objął stanowisko dyrektora generalnego w Ministerstwie Finansów. Decyzją ministra zdrowia z 12 lipca 2018 został powołany na stanowisko zastępcy prezesa Narodowego Funduszu Zdrowia do spraw operacyjnych. 18 lipca 2019 minister zdrowia Łukasz Szumowski powierzył mu pełnienie obowiązków prezesa NFZ. 10 października tego samego roku został prezesem Narodowego Funduszu Zdrowia. 20 sierpnia 2020 premier Mateusz Morawiecki wskazał go jako kandydata na funkcję ministra zdrowia. 26 sierpnia tego samego roku prezydent RP Andrzej Duda powołał go na to stanowisko. W maju 2021 został objęty ochroną; doszło do tego po incydencie, gdy grupa osób wdarła się za nim do jego bloku.
W sierpniu 2023 obowiązywać zaczęło rozporządzenie ministra zdrowia ograniczające możliwość przepisywania części leków przeciwbólowych i psychotropowych. Zmiany skutkowały problemami uniemożliwiającymi wystawianie niektórym pacjentom e-recept. Adam Niedzielski zarzucił krytykującym go lekarzom podawanie nieprawdy. Ujawnił też, że jeden z nich przepisał sobie lek objęty rozporządzeniem, wskazując imię i nazwisko tej osoby. Upublicznienie tych danych spotkało się z liczną krytyką ministra. 8 sierpnia 2023 Adam Niedzielski podał się do dymisji, która została przyjęta przez premiera. 10 sierpnia tego samego roku prezydent odwołał go ze stanowiska ministra. W grudniu 2023 prezes UODO po przeprowadzeniu postępowania administracyjnego wydał decyzję, w której nałożył na ministra zdrowia (jako administratora danych) administracyjną karę pieniężną w wysokości 100 tysięcy złotych, uznając, że dane lekarza zostały ujawnione z naruszeniem przepisów RODO oraz krajowych regulacji szczególnych. W grudniu 2024 Sąd Rejonowy dla m.st. Warszawy skazał Adama Niedzielskiego za przekroczenie uprawnień na trzy miesiące pozbawienia wolności z warunkowym zawieszeniem na dwa lata, orzekł też zadośćuczynienie  i podanie wyroku do publicznej wiadomości; były minister w postępowaniu przygotowawczym nie przyznał się do popełnienia tego czynu.